# Joseph Gaï Ramaka
Joseph Gaï Ramaka, aussi connu sous le nom Joseph Gaye Ramaka, né le 9 novembre 1952 à Saint-Louis est un réalisateur et producteur sénégalais.

## Biographie
Après des études d’anthropologie visuelle à Paris, à l’École des hautes études en sciences sociales et de cinéma à l’Institut des Hautes Études Cinématographiques à Paris 8, il crée, en 1990, une société de Production et de Distribution en France, « Les Ateliers de L’Arche ».
En 1997, il monte, en association avec Madame Ghaël Samb Sall, « Les Ateliers de L’Arche - Dakar » qui ouvre, en 1998, « l’Espace Bel’Arte » doté de la première salle équipée en dolby numérique et qui organise la promotion du cinéma d’auteurs. Il réalise un moyen métrage Ainsi soit-il qui lui vaut le Lion d’Argent, le Premier prix de la Section Corto-Cortissimo de la 54e Mostra Internationale d’ARTE Cinematograpfica de Venise.
Il écrit de nombreux scénarios de 1990 à 2007 dont Le Train bleu, Betty Move, La Nuit du Varan, Fragments à Deux et Mille Voix et Karmen, qu'il réalise et présente à la 54e édition du Festival de Cannes en mai 2001 et au Sundance film festival quelques mois plus tard. Karmen sera entre autres élu « Best Feature » lors du Festival panafricain du film de Los Angeles de 2002.
Son troisième long métrage, terminé en 2006, Et si Latif avait raison !, Prix du Meilleur Film documentaire au Festival Vues d’Afrique de Montréal, est un film documentaire engagé sur les questions essentielles de la démocratie et de la gouvernance au Sénégal.
Sa mobilisation dans la lutte pour la liberté d’expression l’amène à créer « L’Observatoire Audiovisuel sur les Libertés » et, avec Abdoulaye Diallo (cinéaste Burkinabé), la Coordination Africaine Audiovisuelle pour la Démocratie (C.A.A.D) lors du Forum Social Mondial de Bamako en janvier 2006. C’est dans ce cadre qu’il réalise son dernier court métrage : Plan Jaxaay ! sur les inondations dans les quartiers de la banlieue dakaroise.
En 2009, avec It's my man !, son dernier long métrage, il signe sa première Love story tournée aux États-Unis.
Joseph Gaï Ramaka est actuellement installé à La Nouvelle Orléans en Louisiane.

## Filmographie
- It's my man !, documentaire, 65 min, 2009
- Plan Jaxaay, documentaire, 25 min, 2007
- Et si Latif avait raison !, documentaire, 95 min, 2006
- Karmen Geï, fiction, 35 mm, 85 min, 2001 (Quinzaine des Réalisateurs – Festival de Cannes 2001 - Sundance Film Festival - Festival international du film de Toronto, Opening Night - New York African Film Festival, Award Best Feature – Festival panafricain du film de Los Angeles).
- Ainsi soi-il !, fiction, 35 mm, 33 min, 1997 (Lion d'Argent - Premier prix de la Section Corto-cortissimo de la 54e Mostra Internationale d'Arte Cinematografica de Venise. Premier Prix du court métrage au Festival Vues d'Afrique 1998. Diffusion: La Sept Arte)
- Baby Sister, fiction, 35 mm, 12 min, 1997 (Tournage d'une maquette pour un projet de long métrage)
- Nitt... N'Doxx, Les Faiseurs de pluie, documentaire, 16 mm, 85 min, 1989 (Mostra Internationale de Rimini (Italie) Diffusion: Chanel 4 et la Sept Arte)
- La Musique lyrique Peul, documentaire, court métrage, 10 min, 1986
- Portrait d’un mannequin, documentaire, court métrage, 10 min, 1986
- Baaw-Naan, Rites de pluie, documentaire, court métrage, 16 mm, 25 min, 1985 (Masque d'Or du film documentaire, 2e Festival International du Film sur le Carnaval et la Fête à Nice Mention spéciale du Jury du 4e Bilan du Film Ethnographique[5] à Paris Premier prix du court métrage du 2e Festival de Pérouse (Italie))

## Scénarios
- Fragments à deux et mille voix – Long métrage (L.M.) Fiction
- Combat de Nègre et de Chiens - L.M. d'après la pièce de Bernard-Marie Koltès - L.M. Fiction
- Baby Sister - d'après une nouvelle de Chester Himes - L.M. Fiction
- Et si Latif avait raison ! – L.M. Documentaire
- Karmen - d'après l’opéra Carmen de Bizet - L.M. Fiction
- La nuit du Varan – L.M. Fiction
- Ainsi soit-il - d'après une pièce de Wole Soyinka - L.M. Fiction
- Le Train Bleu – L.M. - Fiction
- Nitt... N'Doxx – L.M. Documentaire
- Baaw-Naan – Court métrage (C.M.) Documentaire

## Productions et coproductions
- Plan Jaxaay ! de Joseph Gaï Ramaka, documentaire numérique, 35 minutes, 2007
- Et si Latif avait raison ! de Joseph Gaï Ramaka, documentaire numérique, 95 minutes, 2006
- Karmen de Joseph Gaï Ramaka, fiction 35 mm, 85 minutes, 2001
- Ainsi soit-il de Joseph Gaï Ramaka, fiction 35 mm, 33 minutes, 1996
- Africa Dreaming, fiction 35 mm, 180 minutes, 1997
- Demain je brûle de Mohamed Ben Ismail, fiction 35 mm, 90 minutes, 1997
- Au bout du fleuve de Imunga Ivanga, fiction 16 mm, 26 minutes, 1997
- Idylle de Dominique Camara, fiction 16 mm, 1996
- Le jardin jardin des corps de Raymond Rajaonarivelo, documentaire S16 mm, 10 minutes, 1995
- Il cantastorie de Anne Alix, documentaire S16 mm, 52 minutes, 1995
- Thunder Ten Tronkh de Alban Guitteni, fiction S16 mm, 20 minutes, 1995
- Niwam de Clarence Thomas Delgado, fiction S16 mm, 85 minutes, 1994
- Les faiseurs de pluie de Joseph Gaï Ramaka, documentaire 16 mm, 52 minutes, 1994
- O Santo Daime de Patrick Deshayes, fiction S16 mm, 97 minutes, 1993
- Boxulmaleen / L'an... Fer de Amet Diallo, fiction 16 mm, 30 minutes, 1990
- Lola Posse de Benoît Cohen, fiction S16 mm, 20 minutes